# Christian Ackermann
Christian Ackermann (Königsberg, h. 1650- Tallin, 1710) fue un escultor y tallista alemán que trabajó en Estonia.

## Datos biográficos
Christian Ackermann nació en Königsberg. Trabajó en Riga, Estocolmo y Gdansk, antes de establecerse en Tallin desde aproximadamente 1672 hasta su muerte en 1710. En 1675, Ackermann se trasladó a Tallin y abrió su propio taller. Probablemente murió en 1710 o poco tiempo después de la plaga de peste.
Christian Ackermann fue uno de los más grandes maestros del estilo Barroco en Estonia, llevando las influencias de Europa Central al noreste de Europa, en particular, los motivos propios del barroco decorativo y las magistrales ornamentaciones de hojas de acanto.

## Obras

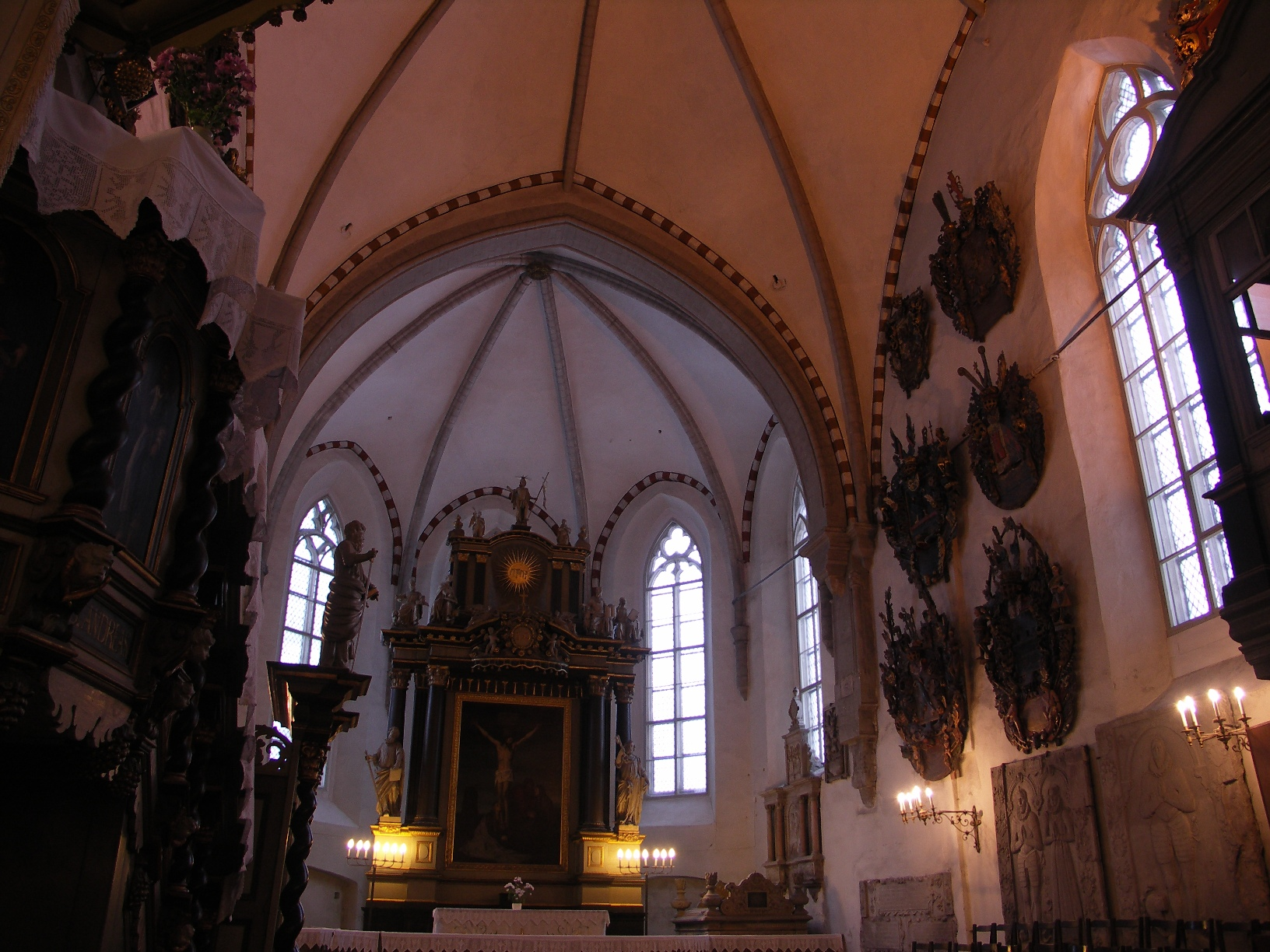
Retablo de la Catedral de Santa María en Tallin. A la izquierda de la imagen vista parcial del púlpito, también tallado por Ackermann

Entre las mejores y más conocidas obras de Christian Ackermann se incluyen las siguientes:
- Baptisterio de la Iglesia sueca de San Miguel en Tallin (alrededor de 1680), calle Rüütli[3] El edificio fue convertido en polideportivo durante la época soviética y restaurado en 2002 59°26′6″N 24°44′32″E / 59.43500, 24.74222

- Retablo para la iglesia de Simuna (1684.)[4] 59°2′38″N 26°24′10″E / 59.04389, 26.40278

- El altar y el púlpito de la iglesia de Türi (1693)58°48′31″N 25°26′10″E / 58.80861, 25.43611, en Kevade 13, Türi, 72210 Järvamaa, Estonia[5]

- Púlpito con figuras de los apóstoles (1686) y retablo (1696) de la catedral de Santa María de Tallin[6] 59°26′13.53″N 24°44′21.21″E / 59.4370917, 24.7392250

- Emblema de la catedral de Santa María de Tallin
- Reloj de la Iglesia del Santo Espíritu en Tallin
- Figuras del altar y el retablo para la iglesia de Martna
- Púlpito para la iglesia de Juuru (1695)
- Púlpito para la iglesia de Karuse (1697)
- Cruz para la iglesia de Koeru (finales del siglo XVII)

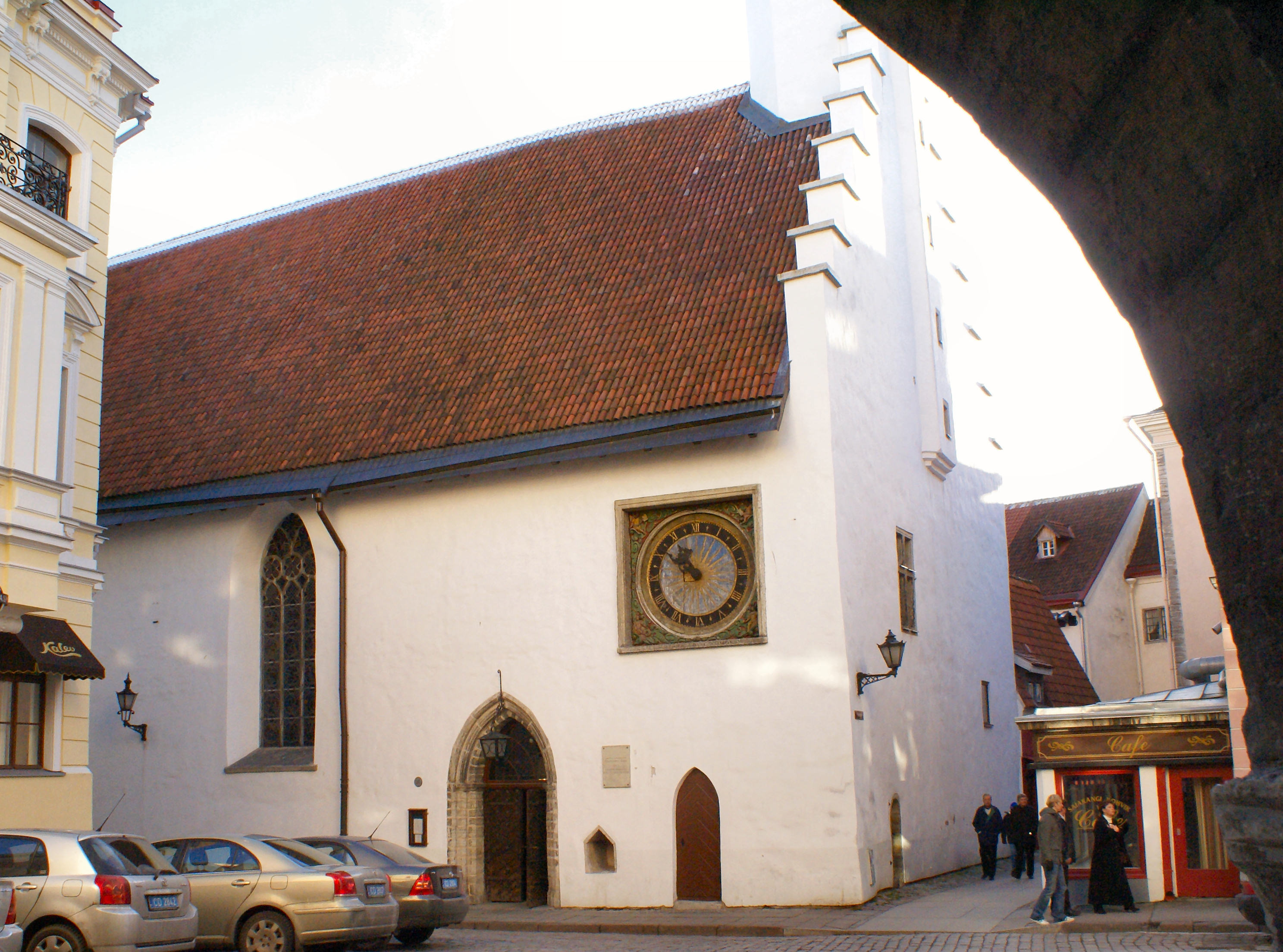
Vista de la disposición del reloj en la fachada de la Iglesia del Santo Espíritu de Tallin
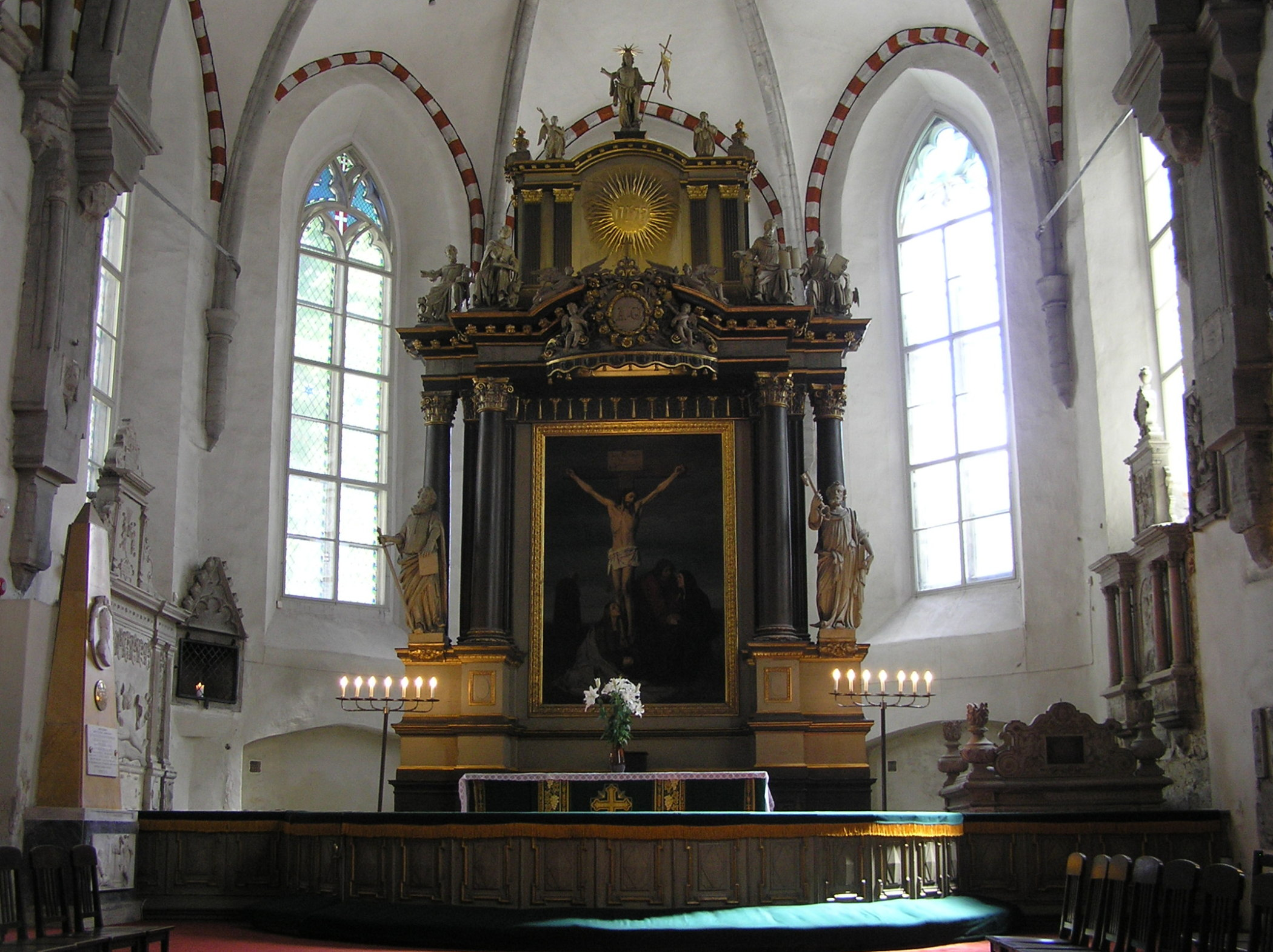
Retablo mayor de la Catedral de Santa María en Tallin.